# 紫杉二烯
紫杉二烯（Taxadiene），又名紫杉-4,11-二烯，是一种二萜类化合物，属于紫杉烷类。该物质是合成化疗药物紫杉醇的中间体之一。
香叶基香叶基焦磷酸经紫杉二烯合酶催化，可产生紫杉二烯。